# Bjelače
Bjelače (lat. Albuliformes), red riba iz razreda zrakoperki (Actinopterygii). Sastoji se od jedne porodice, Albulidae, podijeljena na dvije potporodice, Albulinae i Pterothrissinae s dva roda i 13 živih vrsta.
Postojala je i podjela na dva podreda, i to  Albuloidei i Notacanthoidei unutar reda Albuliformes. Podred Notacanthoidei danas čini samostalan red Notacanthiformes s porodicama Halosauridae i Notacanthidae.
a. Albulidae:
a1. Albulinae
a. Albula Scopoli, 1777:
1. Albula argentea (Forster, 1801)
2. Albula esuncula (Garman, 1899)
3. Albula gilberti Pfeiler & van der Heiden, 2011
4. Albula glossodonta (Forsskål, 1775)
5. Albula goreensis Valenciennes, 1847
6. Albula koreana Kwun & Kim, 2011
7. Albula nemoptera (Fowler, 1911)
8. Albula oligolepis Hidaka, Iwatsuki & Randall, 2008
9. Albula pacifica (Beebe, 1942)
10. Albula virgata Jordan & Jordan, 1922
11. Albula vulpes (Linnaeus, 1758)

a2. Pterothrissinae Hilgendorf, 1877
a. Pterothrissus Hilgendorf 1877:
1. Pterothrissus gissu Hilgendorf, 1877

b. Nemoossis Hidaka et al., 2016
Nemoossis belloci (Cadenat, 1937); sin. Pterothrissus belloci Cadenat, 1937
(Cadenat, 1937)
Izumrle
b. Istieus Agassiz, 1844 † 
1. Istieus grandis Agassiz.†

- Pterothrissus gissu
- Albula vulpes